# Кипсели
Кипсели (грч. Κυψέλη) је насељено место у општини Александрија у периферији Средишња Македонија, Грчка. Према попису из 2021. године било је 374 становника.
Насеље је подигнуто после 1923. године насељавањем грчких избегличких породица. На попису из 1928. године Кипсели су имали 205 становника. Село се раније звало Неохори.